# SAS Épinal
Stade Athletique Spinalien Épinal là một câu lạc bộ bóng đá Pháp có trụ sở tại xã Épinal.
Màu sắc kit của đội là vàng và xanh. Đội thi đấu trên sân nhà của đội tại Stade de la Colombiaière ở Épinal.

## Lịch sử
Câu lạc bộ được thành lập vào năm 1941 sau khi hợp nhất hai đội bóng cũ, Stade Saint Michel và L'Athletique Club Spinalien và chưa bao giờ chơi ở một bộ phận cao hơn Ligue 2.

## Đội hình
Tính đến 6 tháng 10 năm 2018
Ghi chú: Quốc kỳ chỉ đội tuyển quốc gia được xác định rõ trong điều lệ tư cách FIFA. Các cầu thủ có thể giữ hơn một quốc tịch ngoài FIFA.
| Số | VT | Quốc gia               | Cầu thủ                    |
| -- | -- | ---------------------- | -------------------------- |
| 1  | TM | Pháp                   | Olivier Robin (đội trưởng) |
| 4  | HV | Pháp                   | Loïc Meyer                 |
| 5  | HV | Cộng hòa Dân chủ Congo | Mike Cestor                |
| 6  | TV | Mali                   | Abdoulaye Diawara          |
| 7  | HV | Pháp                   | Yohan Bai                  |
| 8  | TV | Pháp                   | Jérémy Colin               |
| 10 | TĐ | Pháp                   | Amine Groune               |
| 11 | HV | Pháp                   | Boubacar Fofana            |

| Số | VT | Quốc gia | Cầu thủ         |
| -- | -- | -------- | --------------- |
| 15 | TV | Angola   | Jérémias Tango  |
| 16 | TM | Pháp     | Alexadre Nagor  |
| 17 | TV | Pháp     | Mohamed Labhiri |
| 20 | HV | Pháp     | Théo Gazagnes   |
| 23 | HV | Brasil   | Rafael Mazzei   |
| 24 | TV | Pháp     | Nestor Kodija   |
| 27 | TĐ | Pháp     | Driss Trichard  |
| 30 | TM | Pháp     | Hugo Lambert    |

## Danh hiệu
Nhà vô địch nhóm - DH Lorraine: 1998